# Phytomyptera setigera
Phytomyptera setigera là một loài ruồi trong họ Tachinidae.